# Корнієнкове
Корніє́нкове —  село в Україні, у Валківській міській громаді Богодухівського району Харківської області. Населення становить 19 осіб. До 2020 орган місцевого самоврядування — Заміська сільська рада.

## Географія
Село Корнієнкове знаходиться на початку балки Орчик в якій бере початок річка Орчик, примикає до сіл Рудий Байрак, Заміське і Бугаївка.

## Історія
12 червня 2020 року, розпорядженням Кабінету Міністрів України № 725-р «Про визначення адміністративних центрів та затвердження територій територіальних громад Харківської області», увійшло до складу Валківської міської громади.
19 липня 2020 року, в результаті адміністративно-територіальної реформи та ліквідації Валківського району, село увійшло до складу Богодухівського району.